# Andrej Karoli
Andrej Karoli, slovenski radijski voditelj, * 13. november 1970, Ljubljana.
Andrej Karoli je glasbeni urednik in radijski voditelj na Valu 202, 2. radijskemu programu RTV Slovenija. Po naključju je pristal na Valu 202, najprej kot honorarni sodelovec, kasneje pa kot glasbeni urednik. Leta 2013 je ravno on izbral slovenskega predstavnika za Eurosong.
Za svoje delo je bil do leta 2009 nagrajen s šestimi viktorji.
Bil je eden izmed 571. podpisnikov Peticije zoper cenzuro in politične pritiske na novinarje v Sloveniji.